# إيفان الخامس
القيصر إيفان أليكسيافيش (27 أغسطس 1666- 29 يناير 1696) إمبراطور روسيا الرابع وحاكمها من 1682 وحتى وفاته. تولى الحكم خلفا لشقيقه المتوفى القيصر فيودر الثالث ولم يكن هو الوريث الشرعي للكرسي حيث أنه أصغر أبناء والده القيصر أليكس الأول بن القيصر ميخايل رومانوف ووالدته ماريا ميلوسلافكيا. بسبب المرض الذي كان يعاني منه، قام البطريرك إواخيم بتقديم اقتراح لدوما البويار يوصيهم فيها بتولية السلطة لابن العاشرة أخيه غير الشقيق القيصر بطرس الأكبر أو (بيتر الأول) ووافق الدوما على الاقتراح. لكن بعد تمرد البويرات من أخواله قام الدوما بإعلان إيفان كامبراطور أول وبيتر كامبراطور ثان ووضع شقيقة إيفان صوفيا أليكسيفنا وصية على العرش.
لم يلعب إيفان أي دور في السياسة الخارجية أو الشؤون الداخلية. أنجب 5 أبناء منهم الامبراطورة آنا روسيا، توفي ودفن في كاتدرائية الملائكة بالكرملين.
وكان إيفان الخامس يقف أولا إلى جانب الأميرة صوفيا في تنافسها مع بطرس. لكنه تجنب فيما بعد أي تدخل في شؤون الدولة لاصابته بمرض العيون والشلل.
توفي في 29 يناير/كانون الثاني عام 1696 ودفن في كاتدرائية «أرخانجيلسكي» في موسكو، وخلفه أخيه القيصر بطرس الأكبر أو (بيتر الأول).